# Croton nigroviridis
Espèce
Classification APG III (2009)
Croton nigroviridis est une espèce de plantes à fleurs du genre Croton et de la famille des Euphorbiaceae présente au Sri Lanka.

## Synonyme
- Oxydectes nigroviridis (Thwaites) Kuntze